# Пагани (Верона)
Пагани (итал. Pagani) је насеље у Италији у округу Верона, региону Венето.
Према процени из 2011. у насељу је живело 15 становника. Насеље се налази на надморској висини од 1252 м.